# Veine céphalique antébrachiale
La veine céphalique antébrachiale est une veine superficielle du membre supérieur.

## Trajet
La veine céphalique antébrachiale prolonge la veine céphalique du pouce.

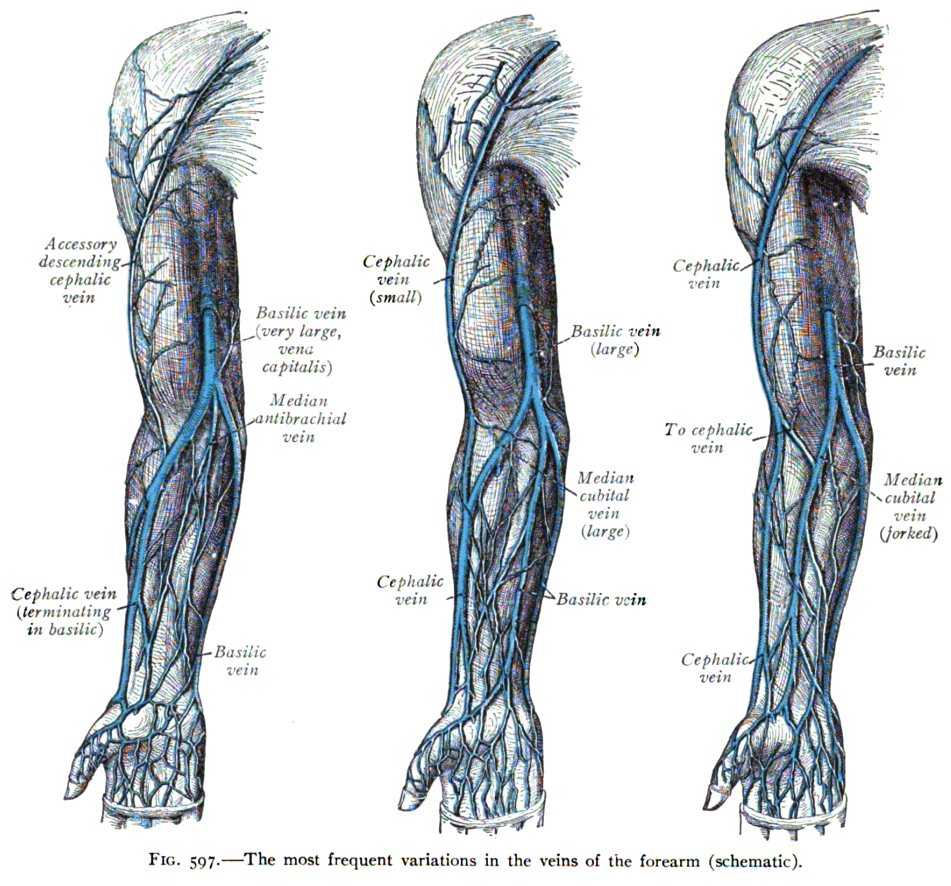
Variation les plus courantes des veines de l'avant-bras

Elle monte en haut et en dedans jusqu'au pli du coude où elle se divise en deux branches les veines médianes basilique et céphalique. Mais sa terminaison peut avoir plusieurs variations.

## Remarque
Elle n'est répertoriée que dans la norme TA98 mais pas dans les normes FMA et TA2 qui la confondent avec la veine céphalique